# Gornji Hasić
Gornji Hasić (cyr. Горњи Хасић) – wieś w Bośni i Hercegowinie, w Republice Serbskiej, w gminie Šamac. W 2013 roku liczyła 427 mieszkańców.